# Френски късометражни филми от 1895 година
Братята Люмиер поставят началото на филмовото производство във Франция. Наред с емблематични ленти като „Пристигането на влака“ и „Работници напускат фабриката Люмиер в края на работното време“, те заснемат и поредица от други, малко известни късометражни филми. Тази статия е кратка ретроспекция на френското късометражно кино от 1895 година.

## „Госпожа Люмиер посреща гости“
„Госпожа Люмиер посреща гости“ (на английски: M. Lumière Receiving Guests) е късометражен ням филм от 1895 година, заснет от Луи и Огюст Люмиер. Оригиналното френско заглавие на филма не е известно в наши дни.

## „Игра на табла“
„Игра на табла“ (на френски: Partie de tric-trac) е късометражен документален ням филм, заснет през 1895 година от режисьора Луи Люмиер.

## „Ковачът“
„Ковачът“ (на френски: Le maréchal-ferrant) е късометражен документален ням филм от 1895 година на режисьора Луи Люмиер. Филмът показва четирима мъже, които са замесени в подковаването на кон.

## „Лион, площад Белкур“
„Лион, площад Белкур“ (на френски: Lyon, place Bellecour) е късометражен документален ням филм, заснет през 1895 година от режисьора Луи Люмиер. Снимките на филма протичат на площад Белкур в Лион. Реставрирана версия на лентата е показана на зрителите във Франция на 15 април 2005 година.

## „Морето при тежки метеорологични условия“
„Морето при тежки метеорологични условия“ (на френски: La mer par gros temps) е късометражен документален ням филм от 1895 година, заснет от Луи и Огюст Люмиер.

## „Обядът на котката“
„Обядът на котката“ (на френски: Le déjeuner du chat) е късометражен документален ням филм, заснет през 1895 година от режисьора Луи Люмиер.

## „Отдих в Мартиние“
„Отдих в Мартиние“ (на френски: Récréation à la Martinière) е късометражен ням филм от 1895 година, заснет от режисьора Луи Люмиер.

## "Пожарникари: Огнена атака"
"Пожарникари: Огнена атака" (на френски: Pompiers: Attaque du feu) е късометражен документален ням филм, заснет през 1895 година от режисьора Луи Люмиер. Кадри от филма не са достигнали до наши дни и той се смята за изгубен.

## „Фотограф“
„Фотограф“ (на френски: Photographe) е късометражна няма комедия на режисьора Луи Люмиер, заснет през 1895 година.

### Сюжет
Фотографът е приготвил камерата си, за да направи снимка на един господин. Той от своя страна проверява лицето си в огледалото в ръката му и фотографът го намества пред камерата. Точно когато фотографът е напът да направи снимката, господинът става и приближава лицето си към обектива на камерата. Разочарован, фотографът става доста нетърпелив.